# Ludovic-Mohamed Zahed

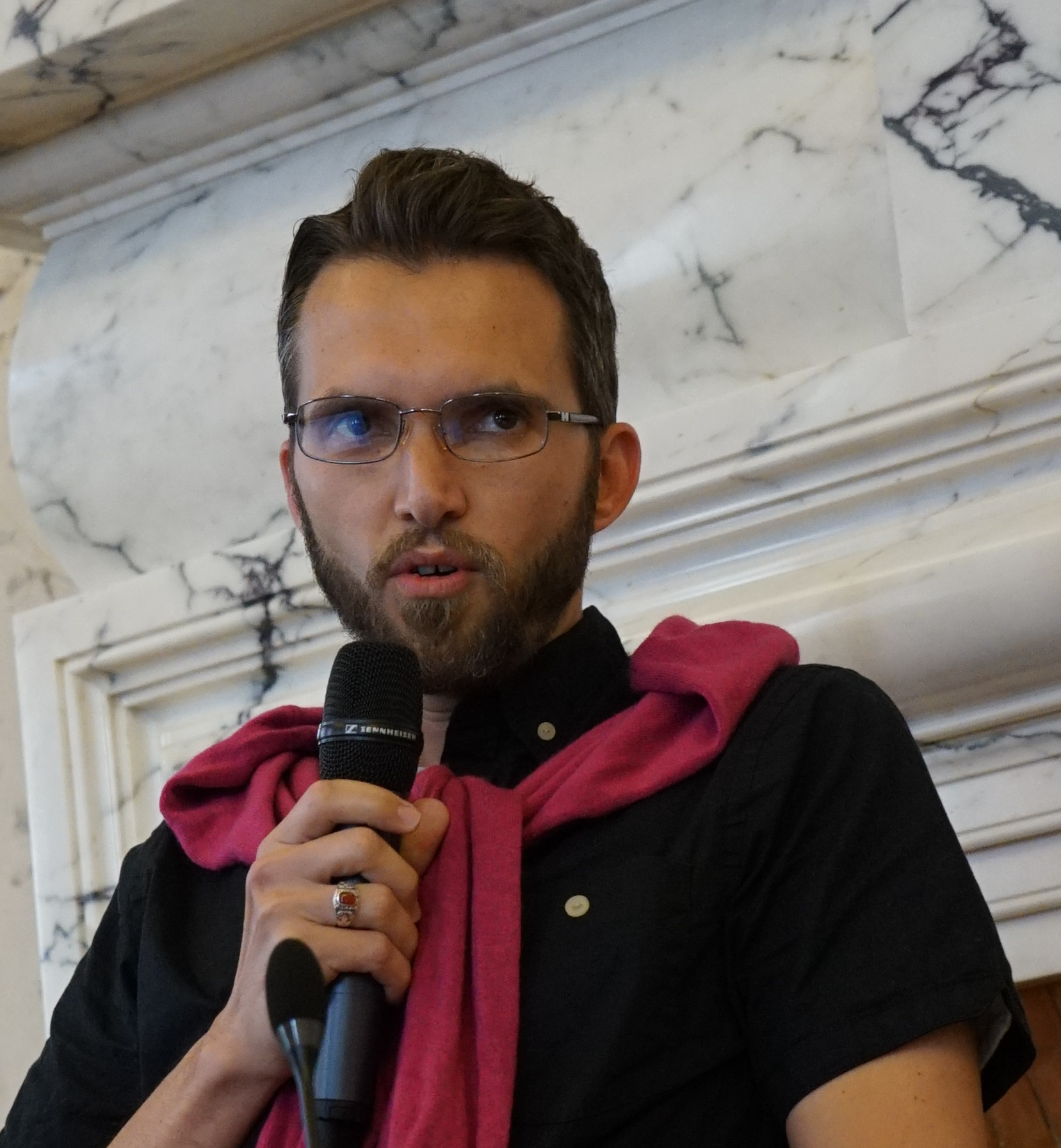
Ludovic Mohammed Zahed

Ludovic-Mohamed Zahed (* 29. September 1977 in Algier, Algerien) ist ein französischer Imam und Autor.

## Leben
Zahed studierte islamische Theologie. Als Imam ist er in Paris tätig.
2012 eröffnete er in Paris eine LGBT-freundliche Moschee. Als Autor verfasste er mehrere Werke. Er hält Vorträge über eine liberale Interpretation des Islam in ganz Europa. 2017 strahlte ARTE im Rahmen des Formats Re: eine Reportage über seine Arbeit aus.
Zahed lebt in einer gleichgeschlechtlichen Ehe in Frankreich.

## Veröffentlichungen (Auswahl)
- Révoltes extraordinaires : un enfant du sida autour du monde, L’Harmattan, 2011, 208 p. (ISBN 978-2-296-56608-8)
- Les minorités sexuelles à l’avant-garde des mutations du rapport à l’islam de France  : aspects cognitifs, représentations identitaires et sociales (thèse de doctorat), EHESS, 2012
- Le Coran et la chair, Max Milo, 2012 (ISBN 978-2315003488)
- Queer Muslim Marriage: Struggle of a gay couple's true life story towards Inclusivity & Tawheed within Islam (2013), CALEM
- LGBT Musulman-es : du Placard aux Lumières, face aux obscurantismes et aux homo-nationalismes (2016), Des Ailes sur un Tracteur